# Andy Priaulx

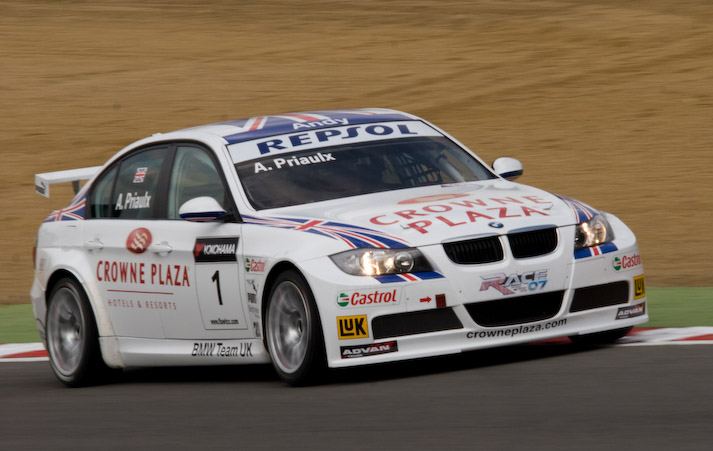
Andy Priaulx na torze Brands Hatch podczas wyścigu World Touring Car Championship (2008)

Andy Priaulx MBE (ur. 8 sierpnia 1974 w Guernsey) – brytyjski kierowca wyścigowy, obecnie kierowca zespołu BMW Team RMG w serii Deutsche Tourenwagen Masters. Jest trzykrotnym mistrzem serii WTCC (w latach 2005–2007) i ETCC z roku 2004.

## Życiorys

### Początki kariery
Priaulx karierę w sportach motorowych rozpoczął w wieku 8 lat od kartingu. Jako nastolatek zaczął startować w wyścigach podjazdowych, gdzie szybko ujawnił się jego naturalny talent do ścigania. W 1995 roku niespodziewanie zdobył tytuł mistrza British Hillclimb Championship. W kolejnych latach bez większych sukcesów startował w Brytyjskiej Formule Renault oraz w Brytyjskiej Formule 3, po czym w 1998 roku przeniósł się do serii Renault Spider Championship, którą całkowicie zdominował w kolejnym sezonie. W latach 2000–2001 ponownie startował w Brytyjskiej Formule 3, ale jego największym sukcesem było jedynie ukończenie sezonu 2001 na 6. miejscu.

### Samochody turystyczne
W 2001 roku Priaulx wystąpił w Brytyjskich Mistrzostwach Samochodów Turystycznych (BTCC) w barwach zespołu Egg Vauxhall, zastępując Phila Bennetta. Wykorzystał daną mu szansę, zdobywając pole position podczas jednego z nich.
W sezonie 2002 startował już regularnie w BTCC w barwach zespołu Hondy. Odniósł jedno zwycięstwo, a w dwóch innych wyścigach wywalczył podium.
W kolejnym sezonie przeniósł się do ETCC (Europejskich Mistrzostw Samochodów Turystycznych), gdzie jeździł jako kierowca zespołu Bart Mampaey's BMW Team UK. Sezon ukończył na 3. miejscu, lecz przez większą jego część był jednym z kandydatów do tytułu. W sezonie 2004 do samego końca walczył z Dirkiem Müllerem. Obaj ukończyli sezon z takim samym dorobkiem punktowym, lecz to Priaulx zdobył mistrzostwo dzięki większej liczbie wygranych wyścigów (5 do 3).
Po przekształceniu ETCC w WTCC (Mistrzostwa Świata Samochodów Turystycznych) w 2005 roku, Priaulx powtórzył sukces z poprzedniego sezonu i pomimo tylko pojedynczego zwycięstwa w wyścigu udało mu się pokonać głównych rywali, Dirka Müllera i Fabrizio Giovanardiego i zdobyć tytuł mistrza. W sezonie 2006 utrzymał pozycję lidera i dzięki zwycięstwu w ostatniej rundzie w Makau, pokonał Jörga Müllera różnicą jednego punktu w końcowej klasyfikacji. Trzeci z rzędu tytuł mistrza WTCC Priaulx wywalczył w roku 2007, a jego głównym rywalem był kierowca SEATa, były mistrz BTCC Yvan Muller.
Kilkakrotnie startował gościnnie w wyścigach V8 Supercars, m.in. w wyścigu Bathurst 1000 (w latach 2002, 2003 i 2009). W 2010 wystartował w wyścigu na torze ulicznym Surfers Paradise i zdobył nagrodę dla najlepszego międzynarodowego kierowcy w tych zawodach.

## Narodowość
Priaulx pochodzi z wysp Guernsey, które nie wchodzą formalnie w skład terytorium Wielkiej Brytanii, lecz mają status Dependencji Korony brytyjskiej, dzięki czemu ich mieszkańcy posiadają obywatelstwo brytyjskie. Priaulx nadal mieszka na Guernsey, a malowanie jego hełmu inspirowane jest flagą Guernsey, jednak podczas wyścigów występuje jako kierowca brytyjski.

## Wyniki

### Podsumowanie
| Sezon | Seria | Zespół       | Samochód           | Zwycięstwa | Miejsce |
| ----- | ----- | ------------ | ------------------ | ---------- | ------- |
| 2002  | BTCC  | Honda Racing | Honda Civic Type-R | 1          | 5       |
| 2003  | ETCC  | BMW Team UK  | BMW 320i           | 3          | 3       |
| 2004  | ETCC  | BMW Team UK  | BMW 320i           | 5          | 1       |
| 2005  | WTCC  | BMW Team UK  | BMW 320i           | 1          | 1       |
| 2006  | WTCC  | BMW Team UK  | BMW 320si          | 5          | 1       |
| 2007  | WTCC  | BMW Team UK  | BMW 320si          | 3          | 1       |
| 2008  | WTCC  | BMW Team UK  | BMW 320si          | 1          | 4       |
| 2009  | WTCC  | BMW Team UK  | BMW 320si          | 2          | 4       |
| 2010  | WTCC  | BMW Team RBM | BMW 320si          | 6          | 4       |